# خوان اورلانا
خوان اورلانا (انگلیسی: Juan Orellana؛ زادهٔ ۱ مهٔ ۱۹۹۷) بازیکن فوتبال است.